# Bryum vernicosum
Bryum vernicosum är en bladmossart som beskrevs av Per Karl Hjalmar Dusén 1903. Bryum vernicosum ingår i släktet bryummossor, och familjen Bryaceae. Inga underarter finns listade i Catalogue of Life.